# Węgierskie Forum Demokratyczne
Węgierskie Forum Demokratyczne (węg. Magyar Demokrata Fórum, MDF) – węgierska konserwatywna i chrześcijańsko-demokratyczna partia polityczna. Najbardziej znaną osobistością dominującego na początku lat 90. na węgierskiej scenie politycznej ugrupowania był József Antall, premier w latach 1990–1993.

## Historia
Partia powstała w 1987 jako niezależny ruchu społeczno-polityczny domagający się demokratyzacji życia politycznego. W 1988 oficjalnie zarejestrowana jako organizacja społeczna, od 1989 partia polityczna. W wyborach parlamentarnych w 1990 uzyskała ponad 42% głosów i (m.in. wraz z Niezależną Partią Drobnych Rolników) utworzyła rząd koalicyjny, na czele którego stanął József Antall. W kolejnych wyborach z 1994 uzyskała 12% głosów i przeszła do opozycji, stając się jej najsilniejszym ugrupowaniem.
W latach 1998–2002 MDF była częścią koalicji rządzącej kierowanej przez Fidesz. Również w wyborach w 2002 startowała w koalicji wyborczej z ugrupowaniem Viktora Orbána. Następnie przewodnicząca MDF Ibolya Dávid oskarżała Fidesz o próby wchłonięcia jego partii. W wyborach europejskich w 2009 Węgierskie Forum Demokratyczne uzyskało 1 mandat, który przypadł Lajosowi Bokrosowi (ministrowi w rządzie przewodzonym przez socjalistów w latach 90.). W wyborach w 2010 partia startowała w niektórych okręgach kraju wraz z Związkiem Wolnych Demokratów, nie uzyskując mandatów poselskich. Od 2010 jej nowym przewodniczącym był Zsolt Makay.

## Przewodniczący
- Zoltán Bíró (1987–1989)
- József Antall (1989–1993)
- Lajos Für (1994–1996)
- Sándor Lezsák (1996–1999)
- Ibolya Dávid (1999–2010)
- Zsolt Makay (2010–2011)[4]